# Guineu voladora de les illes Mariannes
La guineu voladora de les illes Mariannes (Pteropus mariannus) és una espècie de ratpenat de la família dels pteropòdids. Viu a Guam, el Japó, Micronèsia i les Illes Mariannes Septentrionals. El seu hàbitat natural són els boscos tropicals, estrans costaners i manglars. Està amenaçada per la caça, els depredadors, les espècies invasores i els fenòmens meteorològics extrems.